# Arcuphantes
Arcuphantes é um gênero de aranhas da família Linyphiidae descrito em 1943. Engloba 47 espécies encontradas na Ásia, especialmente no Japão e na Coreia, e na América do Norte.